# Castillo de la Encomienda (Villanueva de la Serena)
El castillo de la Encomienda o castillo de Castillnovo o castillo de Castelnovo, es una fortaleza del siglo XIII. Se encuentra en un cerro a unos ocho km de la localidad de Villanueva de la Serena, municipio español situado a unos 118 km de Badajoz, capital de la provincia del mismo nombre, en la comunidad autónoma de Extremadura, a cinco km de Don Benito y a 58 km de  Mérida. 

## Historia
El rey  Fernando III conquistó la población de  Trujillo el año 1232 acompañado por el obispo de Plasencia y los caballeros de la Orden de Alcántara. Continuaron su avance por tierras de la  Comarca de la Serena y tomaron una serie de fortificaciones musulmanas. El cronista de la Orden de Alcántara, Alonso de Torres Tapia, en ese año de 1232 se construyó un castillo totalmente cristiano sobre las ruinas de otro, el castillo musulmán de Mojafar, después de que el rey  Fernando III los echase de esas tierras y destruyera ese castillo.

## El castillo
Los restos que permanecen a la vista son del siglo XIV y está ubicado sobre un cerro poco elevado sobre la llanura, al norte del río Guadiana. La parte principal de la fortaleza tiene en su flanco sur dos torres, una prismática y otra cilíndrica unidas mediante un lienzo de muralla. Está dotado de unas buenas comunicaciones entre las torres y los adarves por medio de escaleras y andenes que facilitan la defensa. Alrededor de todo ello tiene una barbacana. A finales del siglo XV y principios del siglo XVI se realizaron obras defensivas de gran importancia como era la de añadir otra barbacana de tal forma que la planta de la zona noble del castillo quedó de forma rectangular con torres cilíndricas en sus esquinas.

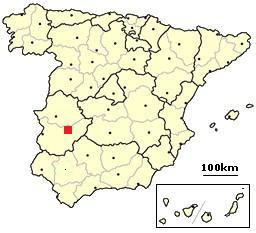
Localización del Castillo en la provincia de Badajoz.

Con esta configuración, quedaba un rectángulo interior libre que hacía la función de «patio de armas». A su alrededor se construyeron en el siglo XVIdependencias para viviendas, ganado y almacén de alimentos. La fachada este tiene columnas de granito y entre ellas unos arcos de bella factura. En la planta baja se habilitó como caballerizas y la superior como vivienda. En la actualidad sigue cumpliendo con las funciones agropecuarias manteniendo el porte de fortaleza.